# 잭 퍼킨스

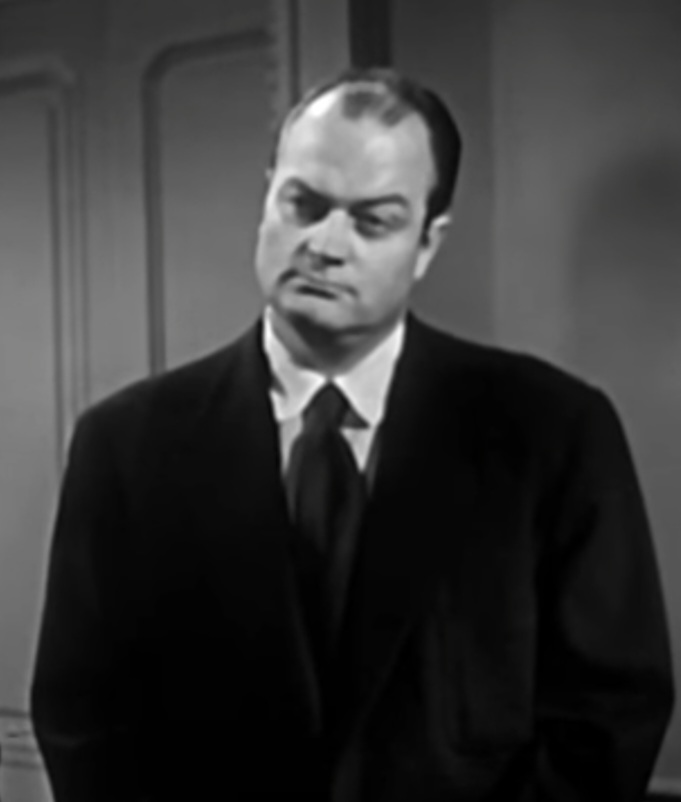

잭 퍼킨스(Jack Perkins, 1921년 9월 19일 ~ 1998년 5월 7일)는 미국의 배우, 텔레비전 배우이다.
밴나이즈에서 사망하였다.

## 영화
- 뉴욕의 사랑 (1982년)
- 허비 - 흥분하다 (1980년)
- 애플 덤플링 갱 2 (1979년)
- 프러쉬 (1977년)
- 기동순찰대 (1977년)
- 대단한 차도둑 (1977년)
- 뱅크 샷 (1974년)
- 인베이젼 오브 더 비 걸스 (1973년)
- 왓츠 업 덕 (1972년)
- 배트맨 - 66년 TV 시리즈 (1966년) - 한소영 역
- 서부를 향해 달려라 (1965년)
- 첩보원 0011 (1964년)
- 딜론 보안관 (1955년)